# ガンダムNT-1
ガンダムNT-1（ガンダム・エヌティー・ワン、GUNDAM NT-1）は、「ガンダムシリーズ」に登場する架空の兵器。有人操縦式の人型機動兵器「モビルスーツ (MS)」のひとつ。初出は、1989年発表のOVA『機動戦士ガンダム0080 ポケットの中の戦争』。
作中の軍事勢力の一つである地球連邦軍の試作機で、『機動戦士ガンダム』の主役機であるRX-78-2 ガンダムの発展機として開発された。コードネームは「アレックス (ALEX)」で、ネット上などでは一般的にこちらの呼称で呼ばれることが多い。
劇中では、試験運用中に主要人物の一人であるクリスチーナ・マッケンジー（クリス）が搭乗し、バーナード・ワイズマン（バーニィ）が所属するジオン公国軍特殊部隊「サイクロプス隊」と対決する。作品の主人公が搭乗しないという珍しい設定をもつ。
本記事では、外伝作品などに登場するバリエーション機などについても解説する。

## デザイン
メカニックデザインは出渕裕が担当。普通のガンダムでありつつも、「νガンダム」をすでに描いていたことから直線を多用したデザインにしたと語っている。
また、チョバムアーマーは登場時に格好悪いと思わせておいて、中から格好良い本来の姿が現れるという『0080』監督の高山文彦の演出意図を盛り込み、ハリボテあるいは学芸会の段ボールで作った感じのイメージでデザインしたという。
腕部のガトリング砲は映像的なインパクトを考慮し、出渕のアイデアによってビームではなく実弾となっている。劇中には登場しないビーム・ライフルやシールドもデザインされたが、出渕によれば雑誌『B-CLUB』用にデザインしたのが公式設定に流用されたのではないかとのこと。

## 名称
事前のリリース情報での名称は「ガンダムNT-1」のみだったが、脚本上で「アレックス」というコードネームが登場した。その後、メディアワークス『データコレクション3 機動戦士ガンダム外伝』（1997年）で「ガンダム アレックス」 (GUNDAM ALEX) という愛称が紹介され、OVA公式サイトのMS紹介ページでは「ガンダムNT-1/アレックス」 (GUNDAM NT-1/ALEX) と表記された。バンダイのプラモデルシリーズでは「ガンダムNT-1」に統一されている。

## 設定解説
設定上は、RX-78-2 ガンダムのパイロットであるアムロ・レイの、ニュータイプ (NT) としての能力の開花に同機体の反応速度が追従できなくなったことから、彼の専用機として再設計されたと設定されている。しかし、『0080』では、テストパイロットのクリスが操縦する姿のみが描かれている。

### 概要
NT能力の開花により、乗機のRX-78-2の機体性能を上回る反応速度を得ていたアムロのために新開発された。カラーリングはRX-78-2のトリコロールに対し、本機はほぼ白青のツートンカラーとなっている。
コードネームのアレックス (ALEX) は、ガンダムシリーズの型式番号であるRXをもじったものであり、装甲積層試験 (Armor Layered EXamination) の略称でもある。機体各所にマーキングされたU.N.T.SPACYは地球連邦軍の極秘計画コードを表し、それぞれUnder Normal Tactics（非通常戦術）SPecial Assortment Construction Yard（特別分類建造場）を意味する。

### 開発経緯
一年戦争当時の地球連邦軍内ではNTの存在に懐疑的な意見が多く、ジオン公国軍のサイコミュ兵器のような技術は未開拓であった。そのため、NT専用兵器の開発には出遅れたが、開発計画の中にはすでにNT対応機が盛り込まれていたため、機体開発が開始される。ただし、ようやくMSの量産体制が整った段階であったため、本機ではそれらをベースに基本性能やコンピュータシステムの性能向上を主眼に置いた設計がなされることになった。
開発計画は、一年戦争における連邦軍の陸軍・海軍・空軍・宇宙軍が個別に新型MSを開発する「G-4計画」に組み込まれている。本機は宇宙軍による主導のもと、兵士のメンタルヘルスからコンピュータ研究を専門としていた地上のオーガスタ基地が開発を行うこととなった。U.C.0079年8月に設計開発がスタートするとともに、同年11月にRX-78-2の実働データがフィードバックされた。
RX-78シリーズでとりわけ参考にされたのは3号機であり、本機は一年戦争で開発された4機目のガンダムに位置付けられる。そのため、本機の出力はRX-78-2と比較して1.3倍の向上が見られる。また、スラスターの増設・大型化による運動性の向上といった基本性能の底上げがなされ、高出力化に対応するためにダクトが増設された。
本機はNTが搭乗すれば第3世代MSクラスの性能も発揮できるとされるが、NT以外のパイロットが搭乗した場合にはその過敏な操作性からシステムが誤作動を起こすデメリットも併せ持っており、「まともに操縦できる人間は、一種のバケモノ」と評されている。なお、本機は量産化も視野に入れられており、装甲などの設計にも配慮がなされていた。
地上のオーガスタ基地での開発を経て、北極基地からサイド6リボーコロニーに移送される。その際、ジオン公国軍の特殊任務部隊「サイクロプス隊」による2回の強襲を受けて機体は中破し、ホワイトベースとアムロのもとへ届けられることなく一年戦争の終戦を迎える。しかし、新機軸の全天周囲モニター・リニアシートやマグネット・コーティング、フルアーマーオペレーションなどは後続の連邦軍MSにもフィードバックされ、MS開発体系では大きな影響を持つ機体となった。本機の肩部エアインテークやバックパックなどの意匠は、後年に開発されるジム・カスタムやジム・クゥエルなどのいわゆる「オーガスタ系」の機体に引き継がれている。

### 機体構造
マグネットコーティング
アムロの報告（機体の反応の遅さにストレスを感じるなど）に則った形でRX-78からの改善が進められ、関節部は当初よりマグネット・コーティングが施された。
コクピット
コクピットはRX-78-2をはじめ少数のMSに採用されたコア・ブロック・システムではなく、脱出ポッドとして機能する球形の物に一年戦争当時としては初の全天周囲モニター・リニアシートを採用。パイロットの視認性を向上させ、ストレスを軽減させる効果をもたらした。
操縦システム
当時の連邦においてはサイコミュが完成していなかったことから従来のものを採用しているが、ナビゲートシステムはプロセッサを3基搭載し、NTの反応速度に対応可能なソフトウェアを採用している。加えて、RX-78-2に搭載されたものよりさらに高性能な高速・大容量のAI（学習型コンピュータ）も搭載されており、新たに採用した各システムの統括も可能となった。また、運動性や機動性、パイロットと機体間の反応速度も極めて向上している。
スラスター
推進装置が増設され、総推力も50000kg台から170000kgに跳ね上がっている。脚部にはスラスターとプロペラントタンクを一体化したユニットを備える。

### 武装
60mmバルカン砲
頭部に2門装備。口径はRX-78-2やジムと同様の規格を用いながらも、炸薬や弾頭の形状は異なるという説も存在する。
ビーム・サーベル
型式番号：Blash・XB-B-09。バックパックに2基装備している。RX-78-1、2、3号機まではランドセルの外側にホルダーが装備されていたが、本機では内側に移設されている。バックパックのコネクターがブラッシュ社製であるため、形状や装備配置を変更した。
90mmガトリング砲
両前腕の装甲カバー内に格納されている。MSの装甲を軽く貫通する威力を持つ。通常は砲身が隠されていることから敵の意表を突くことはできるが、振動や装弾数の点で課題を抱えていた。この兵装の採用にはフィールドモーター技術の向上によって関節部の小型化が可能となり、スペースに余裕ができたことが契機となっている。
ケンプファーの装甲を貫通できるなど、MSの実弾機関銃としては屈指の威力をもつ。しかし、高コストであることとメンテナンス性の観点から量産機種には採用されていない。大口径かつ威力は高いものの、弾数が少ない弱点も併せ持っている。
劇中未登場の武装
ビーム・ライフル
型式番号：Bauva・Norfolk XBR-L Type-3。ボウワ社のビーム発振器に、ノーフォーク産業の収束装置とハウジングが採用され、高い出力と貫通力を発揮する。従来のRX-78に採用されたものよりも出力が向上し、銃身下部のマガジン状パーツが取り外し可能なEパックであると推察する資料も見られる。RX-78-2で特徴的だった可動式の丸型センサー・フォアグリップがないなど、全く違った外観となっている。
ハイパー・バズーカ
模型誌『モデルグラフィックス』に掲載する作例のため、明貴美加によって設定画が描き下ろされたのが初出。ガンダム用をベースに、スコープが追加されているのが特徴。
ラフでは砲身に強制冷却装置が付いたのものも描かれたが、没になっている。
シールド
型式番号：RX・C-Sh-05 UBC/S-0003。後述するチョバムアーマーの構造を流用し、耐ビームコーティングを施した防御兵装。表面上部に殴り書きのような字体で「ALEX」と表記されている。

### チョバムアーマー
一年戦争末期に連邦軍内で進められていたフルアーマーオペレーションの一環として開発された複合装甲。「チョバム」 (CHOBAM) は（Ceramics Hybrid Outer-shelled Blow up Act-on Materials, セラミックス複合外装による爆発反応材質）の略。本作品におけるチョバムアーマーの名称は、旧世紀の同名の装甲技術と、開発にチョバム地方の技術者が関わっていたことに由来する。アーマー装備時のNT-1はガンダムNT-1・FA（型式番号：RX-78NT-1FA）と呼ばれる。
ルナ・チタニウム合金とハニカム素材のシートを積層した構造をもち、装甲が破壊されることで衝撃を吸収し、機体本体へのダメージを最小限にする。また、偽装用装甲としての意味合いを持っており、敵機に対して能力を見誤らせるための効果を持っている。チョバムアーマーによって95トンと大幅に増加した本体重量による機動性の低下を補うため、肩部に補助バーニア、腰部にスラスターが追加されており、機動性はあまり低下しない。NTが搭乗した際はデッドウェイトとなる装備であるため、アムロへの引き渡し後は腕部90mmガトリング砲とともに撤去される予定であったが、本機がガンダム量産計画（RX-81）の試験機としての側面を持っていたため、チョバムアーマーと腕部ガトリング砲を採用していたとされる。後年のジム・キャノンIIやガンダムTR-1［ヘイズル］などにも用いられている。
作中ではケンプファーのショットガンの直撃をものともせず、全身に巻き付けられたチェーン・マインの爆発により増加装甲は破壊されるも内側の機体そのものは無傷であり、高い防御能力を発揮している。
また、チョバムアーマーとは別にFSWS計画に従ったフルアーマー構想のアレックス増加装甲試験型などがある。

### 劇中での活躍
サイクロプス隊の標的となった連邦軍の新型MSとして、第1話冒頭から登場。北極基地にて分解状態でコンテナに収められていたが、そこからサイド6へ輸送用の大型スペースシャトルで搬送される。
サイド6リボーコロニーにおいては、地球連邦軍が用地を買い上げた極秘工場内部にて、機体の組み立てとクリスによる最終調整が行われる。サイクロプス隊のケンプファーによる襲撃時はクリスが機体を緊急起動させ、頭部アンテナの一部とチョバムアーマーを破壊されながらも腕部ガトリング砲のみでこれを撃破する。
その後、サイクロプス隊の残兵となったバーニィの搭乗するザクII改と交戦してこれを撃破するが、本機も実戦への再投入が困難になるほどの損傷を受けたことから、アムロの手に渡ることなく終戦を迎える。
漫画版『機動戦士ガンダム Twilight AXIS』第1巻巻末掲載の、会計監査局のリドル・ウィットマーシュが情報部のメーメット・メルカに宛てた手紙には、本機のその後の調査結果が記されている。本機の開発部隊はリボーを撤収し、本格的な修理・点検をおこなえるルナツーへ移動しようとしたところで終戦を迎えている。本機はしばらくルナツーに放置されるが、宇宙世紀0084年にオーガスタ研究所に移送され、ガンダムAN-01“トリスタン”に改修されたという。
漫画『機動戦士ガンダム カタナ』では、一年戦争後に反連邦組織シン・フェデラルによって新たに製造された赤い機体が登場する。
OVA『機動戦士SDガンダムMk-IV』に収録されている『夢のマロン社「宇宙の旅」』にはでは、わずか数秒間ではあるが、トリコロールに塗られたSDではなく通常の頭身のアレックスが登場する。この作品は、SDガンダム世界の住人たちが旅行中、事故によってリアルガンダムの世界に迷い込んでしまうという話であった。トリコロールのアレックスは、ジャブローの場面で登場している。
OVAや小説版の『0080』とは展開が異なるゲームブック『機動戦士ガンダム0080 消えたガンダムNT』ではコア・ブロック・システムが実装されており、後半の展開次第ではア・バオア・クー攻防戦に参加し、そこで放棄されたコア・ブースターのコア・ファイターやガンダム (RX-78-2) のBパーツなどをドッキングさせることが可能となる。

### 設定の変遷
『月刊ニュータイプ』の初リリース記事では「ニュータイプ専用ガンダムRX-79」と報じられたが、まもなくサンライズ、バンダイサイドより「NT-1」と再発表された。
U.N.T.SPACY表記については、OVA発売当時はUnited Nation Troops.SPACYと「地球連邦宇宙軍」を表すものだったが、その後は上記の設定に変更されている。
また、本機のフルアーマー構想機はいくつかの模型雑誌において立体化されているが、本来の姿がどのようなものかは不詳である。バンダイから発売されたプラモデル「1/144 RX-78NT-1 ガンダムNT-1」の組み立て説明書にあるイラストは、あくまで『0080』版（もしくはデザインした福地仁版）FA-78-1 フルアーマーガンダムというべきものであって、本来はアレックスのフルアーマーではなかった。
漫画『機動戦士ガンダム MSジェネレーション』では、ガンダムNT-1は「G-4計画」という一年戦争末期にRX-78-3（G-3ガンダム）を開発母体とした次期構想機として計画された機体の一種で、宇宙軍主体で開発が進められたという。なお、「G-4計画」では空軍主体のガンダムGT-FOUR、陸軍主体の格闘専用型、重火器型、海軍主体の水中戦型が計画・開発されたと設定されている。
組み立て式玩具「元祖SDガンダム」やガンプラ「SDガンダム BB戦士」のアレックスでは、チョバムアーマーと90mmガトリング砲、シールドが合体することによって「チョバムタンク」という戦闘車両形態を取ることが可能になっているほか、「BB戦士」ではキットオリジナルの仕様として「ヘッドギア」と呼ばれる頭部用チョバムアーマーが設定されており、これにはガトリングガンが内蔵されている（ゲーム作品ではOVAの設定で記載されていることが多い）。
2019年発売の「1/100 マスターグレード ガンダムNT-1 Ver.2.0」では、チョバムアーマーやシールドを装着したまま両腕の90mmガトリング砲が発射可能な装甲展開ギミックが追加されている。またボーナスパーツとして先述のBB戦士オリジナルのヘッドギアも再現されている。

### マイナーバージョン
ガンダムNT-1プロト (GUNDAM NT-1 PROTO)
『モデルグラフィックス』1989年11月号が初出（型式番号：RX-78NT-1）。塗装原案は明貴美加。外観はガンダムNT-1と変わらないが、白と赤の2色を基調とし、胸に "RX79NT"、腰に "3" と記されている。2022年に『ROBOT魂 ver. A.N.I.M.E.』で商品化された際に、ウェブサイト『魂ウェブ』の企画「MS開発秘録」（協力：小田雅弘）で詳細な設定が付与された。なお、バンプレストより発売された『宇宙世紀オールガンダムキーホルダー Ver.2.0』には、 本機に似たカラーリングの「クリスチーナ・マッケンジー専用ガンダムアレックス」というオリジナル配色の機体がラインナップされている。
NT-1がオーガスタ基地からサイド6に移送されたあとに、同基地でデータ収集を継続するために製作された実用試験機。仕様はNT-1と同一だが、ジムに準じた視認偽装がほどこされている。完成は一年戦争終結直前であるが、戦後のMS開発の研究用として有効活用されている。
一方で、NT-1のロールアウト直後の写真によって確認されているカラーリングであるとする資料もあるが、同一個体であるかは専門家の間でも意見が分かれているとされる。「MS開発秘録」の開発系譜でも、G-3ガンダム→本機→NT-1とされている。
ガンダムNT-2
模型雑誌『B-CLUB』第44号に作例として掲載（型式番号：RX-78NT-2）。OVA『ポケットの中の戦争』で、「NT-2」と書かれたコンテナが登場することから着想を得たものである。
外観はNT-1と変わらないが、グレーと青の2色で塗装され、全天周囲モニターではなく、通常型のコックピットとなっている。これはコア・ファイター採用を前提とした設計であるとされる。
ガンダムNT-3
模型雑誌『B-CLUB』第50号に作例として掲載（型式番号：RX-78NT-3）。
外観はNT-1と変わらないが、 プロトタイプガンダムに倣った黒・白・赤の3色で塗装されている。

## NT専用プロトタイプガンダム
『コミックボンボン』1990年3月号掲載のメカニックデザイン企画『MSV90』で設定された（型式番号：MRX-002）。メカニックデザインは友杉達也。
ガンダムNT-1の発展型とされ、有線式ビットを計10基装備するとされるが、外観からは同型のビットが両前腕、両肩、両脹脛側面に各1基、バックパックに8基の計14基が確認できる。それらによる重量増加をカバーするため、各部にバーニアが増設されている。腕部マニピュレーター（掌）をもたないのが特徴。塗装は赤と白を基調とする。
漫画『機動戦士ガンダムF90 ファステストフォーミュラ (F90FF)』では、宇宙世紀0113年頃に頭部（ジムIIIのもの）以外は本機と同型のエウリュアレが登場する。

## ネティクス
ゲーム『SDガンダム GGENERATION SPIRITS』に登場（型式番号：RX-78NT-X / MRX-003）。
一年戦争終結後、ジオン公国の各機関からサイコミュ技術を接収した地球連邦軍によって、研究の一環として開発された。背部に有線式ビットを2基装備しているのが特徴であり、それを用いたオールレンジ攻撃が可能であるが、当時の連邦軍の技術力では有線式サイコミュシステムの小型化には至らず、超重量の機体となった。しかし、この実験データはインコムの元になったといわれており、後のMSに影響を与えたようである。
なお、当機はオーガスタ基地にて開発が行われていたが、のちにムラサメ研究所へ引き継がれ、その際にMRX-003の型式番号を与えられている。
漫画『機動戦士ガンダム カタナ』では、宇宙世紀0084年にシン・フェデラルによって開発されたFA-78NT-1 フルアーマー・アレックスをベースに、グラナダの元ジオン勢力がムラサメ研究所の元ジオンの協力者から横流しされたデータを元に製造した、サイコミュ機器のパーツを換装した機体が登場する。この機体に搭載している2基の有線大型ビットには、ビット自体を展開することでビームのシールド面を作り、自機や僚機への攻撃を防御できる機能がある。

## ガンダムAN-01“トリスタン”
宇宙世紀0096年を舞台とする小説およびアニメ『機動戦士ガンダム Twilight AXIS』に登場。
ロナ家の私兵集団「バーナム」が秘密裏に運用した機体。ロナ家が運営するブッホ・ジャンク社を介して製造されたかは不明だが、NT-1がベースとなっており、破損した頭部をはじめランドセル・胸部・腰部・足裏のスラスターは新造され、随所にガンダム系だけでなくさまざまなMSのジャンクパーツなどが流用されている。ほぼ白青ツートンだったNT-1に対し、胸・靴部分など赤が増えた配色となった。
漫画版では、宇宙世紀0084年にオーガスタ研究所でNT-1の破損箇所を修理されるとともに、ティターンズによって調達された部材を使用して戦略戦術研究所（のちのサナリィ）によって改修されたとされる。本機によって強化人間育成のために何人かのデータが採られ、最後にはフェルモ兄弟による双子の強化人間のプロジェクトで運用される。その後、同研究所が解体閉鎖された際にサナリィへ移管されるが、宇宙へ上がった際にフェルモ兄弟によって強奪され、彼らはバーナムに加入する。本機はサナリィと秘密裏に協定を結んだブッホ・コンツェルンに貸与され、次世代型MS開発のためのさまざまなコンセプトの試験母体となるとともに、0096年のアクシズ探索でも運用される。なお、表向きは0096年当時もサナリィの機密計画にて運用中とされている。
武装
ビーム・ライフル
本機専用の長砲身大型ライフル。外観はνガンダム用のものと同型。Eパック方式を採用しておらず、ライフル自体に直接エネルギーを内蔵する仕様である。
漫画版では、オーガスタ研究所時代はNT-1と同型のライフルを使用している。
ビーム・サーベル
ランドセルに2基装備。ガンダムMk-II用と形状が似ているが、同一かは不明。
90ミリ腕部ガトリング砲
外装は異なるが、NT-1のものをそのまま流用。なお、小説版では「おそらくビーム砲」と表現されている。
シールド
専用シールドとして開発されている。近接戦闘はもとより遠距離からのビーム兵器も防御可能であり、汎用性に優れる。

### クレヴェナール
トリスタンをコアユニットとした巨大アームドベース（型式番号：RX-78KU-01）。バーナムが運用するがトリスタン同様、武装や外装の入手経路は不明。主武装のメガ・ビーム砲と大型ビーム・サーベル、機体上面部の大型ウェポンコンテナ、さらにはガンダムタイプのMSをセンターユニットとする構成などは、ガンダム試作3号機（デンドロビウム）を彷彿とさせるものの、Iフィールド・ジェネレーターの非搭載や特殊な武装構成など差異は少なくない。そのためクレヴェナールは拠点制圧機としての側面が強いと考えられる。コア・ユニットとして置かれたトリスタンは肩部までアームドベースに接合されており、この状態では腕部の使用はできない。しかし、分離後も速やかに戦闘を行えるようビーム・ライフルを把持したままの姿勢で接合されている。武装はメガ粒子砲、ミサイルコンテナ、大型ビーム・サーベルユニット。
武装
ウェポンコンテナ
本機に装備されたウェポンコンテナは3段式で、先頭から順番に使用する構造となっている。使い切ったコンテナは戦闘中に随時パージされ、次段が展開する。
マイクロミサイル・ポッド
ウェポンコンテナの1段目に装備されている実体弾兵器。一般的なものと性能面で差異は無いようで、敵への牽制や弾幕などで効果を発揮する。主兵装であるビーム兵器と併用することで敵へのダメージも期待できる。
5連装ビーム・ポッド
2段目の武装。クレヴェナール本体から切り離して展開し、連携射撃を行う。
大型クロー
ウェポンコンテナの3段目に装備されている格闘戦用の装備。無線誘導式で本体から射出され、敵に攻撃を加える。サイコミュを利用しているかは不明。
メガ・ビーム砲
機体下部に装備された主武装。
HSD・キャノン
機体上部に装備する高出力ビーム砲。
大型ビーム・サーベル
本体ユニットの両舷に装備されている近接格闘用のビーム兵器。通常のビーム・サーベルと比べて刃長も長くリーチを稼げる。MS（トリスタン）の腕部で操作するのではなく、クレヴェナール本体ユニットのアームで把持して使用する。

### ガンダム・トリスタン〈フェイルノート〉
クレヴェナールとは別仕様の強化ユニット装備形態。全身に配された装甲と推進器に加えてインコムも装備されており、一種のフルアーマー形態ともいえる。初出は漫画版で、クレヴェナールに代わってマスティマ部隊を強襲する。
装備された「フェイルノートシステム」は、ブッホ・コンツェルンが試験的に製作した強化ユニットであり、攻撃・防御を半自動型の兵装であるインコムで対応し、パイロットは高機動な機体の操作に専念するというコンセプトのもとに開発されたものである。全身に装甲とスラスターが追加されているほか、バックパックの左右には後年のクロスボーン・バンガードで開発されるビギナ・ギナのフィン・ノズルのひな形ともいえる推力偏向システムと、後頭部には同じくデナン・ゾンなどに搭載される特徴的なツインアイタイプのセンサーパックが増設されている。
追加武装としてバックパックに2基、両肩・両腕・両脚にそれぞれ1基ずつ計8基のインコム・ユニットを搭載しており、両肩のものはビーム砲、両腕のものはビーム砲兼ビーム・サーベルとして未展開状態でも使用できる。また、インコム8基を円形に束ねた状態でビームを斉射することにより、強力なビーム砲としても使用できる。
劇中においては、バイアラン・イゾルデとの交戦によって消耗したR・ジャジャや、未完成状態のサイコミュ実験艦ファドラーンと交戦し、前述の火力と機動力で圧倒する。しかし、サイコフレームに導かれたファドラーンのマザー・ファンネルによってフェイルノートシステムを破壊されたうえ、パイロットのクァンタンがアルレットとの共鳴によって戦意を喪失し、撤退している。
推力偏向システムとセンサーパックについては、良好な結果を受けて後年のブッホ・コンツェルンのMS開発に活かされる一方、武装をインコムに集中するというコンセプトは破棄されたようである。